# Autostrada del Molise
L'autostrada del Molise Termoli-San Vittore era un'autostrada in progetto per il collegamento tra il mare Adriatico e il mar Tirreno attraverso gran parte del Molise. Il tracciato previsto avrebbe dovuto servire le località di Venafro, Isernia, Bojano e Termoli, con una diramazione da Bojano per Campobasso.

## Storia
L'autostrada fu ipotizzata a due corsie per senso di marcia più corsia di emergenza, ed erano previsti 121 viadotti (per uno sviluppo totale di 40,3 km), 15 gallerie (per uno sviluppo totale di 11,8 km) e 35 svincoli di collegamento con la viabilità locale.

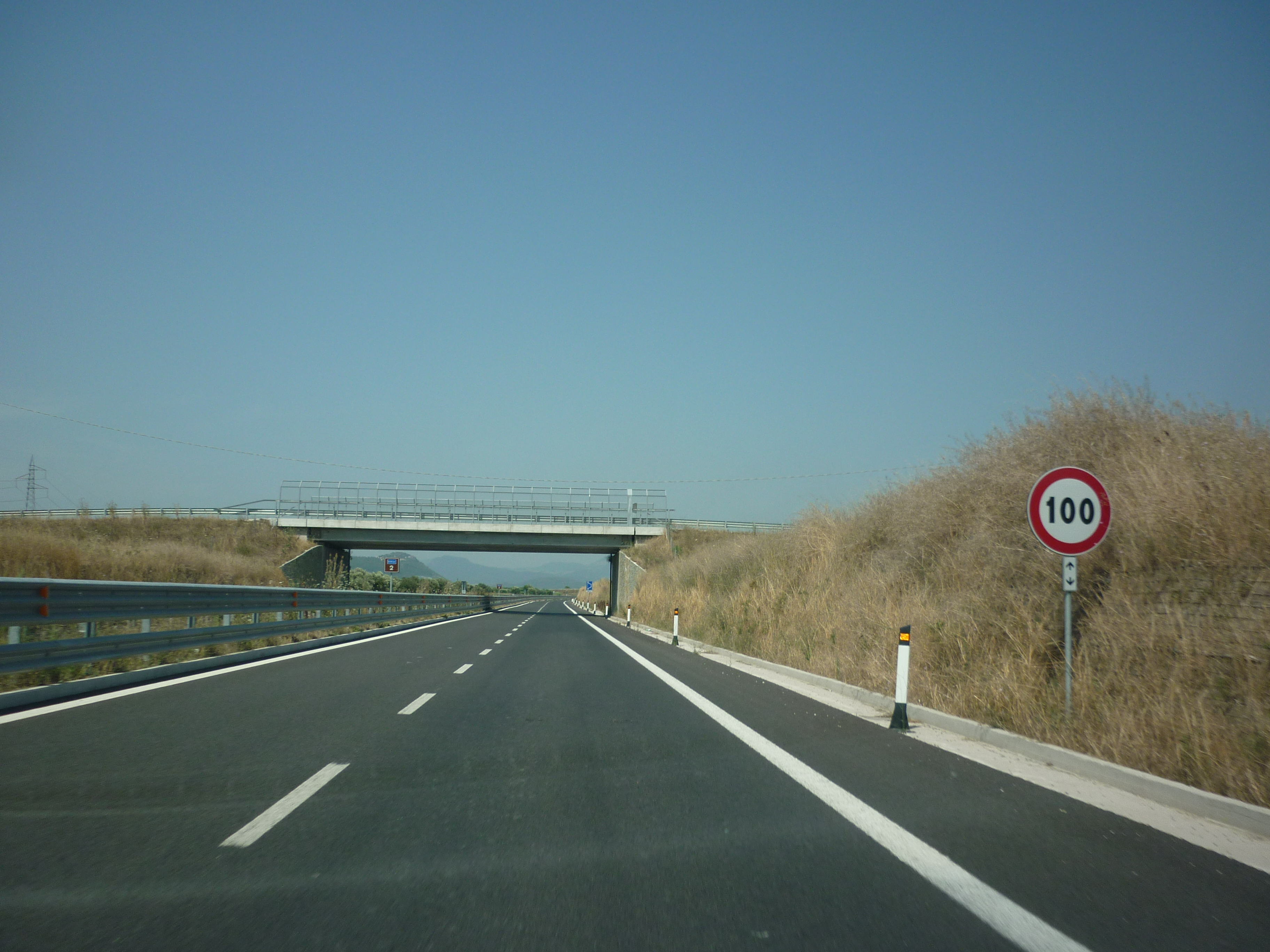
L'attuale SS 85 var

L'opera venne confermata dal governo nel novembre del 2010, e quindi inserita tra le opere strategiche di interesse nazionale.
Il costo totale dell'opera venne stimato in un miliardo e 137 milioni di euro, divisi tra un contributo pubblico di 557 milioni di euro e il rimanente da finanziarsi tramite finanza di progetto, che avrebbe garantito agli investitori la gestione dell'infrastruttura per 35 anni.
Il 7 ottobre 2008 la variante di Venafro di circa 8,7 km, parte del primo lotto, fu completata con una spesa di circa 76 milioni di euro; in seguito la strada venne riclassificata SS 85 var.
Per la realizzazione dell'autostrada venne costituita una società partecipata da regione Molise e ANAS, la società Autostrada del Molise. In seguito all'accantonamento del progetto, questa venne messa in liquidazione nel 2018.
La costruzione dell'autostrada infatti, dopo anni di stallo nei vari passaggi burocratici e in mancanza dell'avvio dei lavori, venne cancellata dalle opere strategiche di interesse nazionale nel 2014, decretando di fatto la fine del progetto.

## Autostrada del Molise S.p.A.
La società Autostrada del Molise era la società deputata alla costruzione dell'infrastruttura. L'azienda a capitale misto tra ANAS (50%) e Regione Molise (50%) venne fondata il 18 gennaio 2008 con sede a Campobasso. Si trattava della prima società mista nata grazie alla legge finanziaria 2008 (L. 244/2007), che offre la possibilità di creare nuove società miste con il solo decreto di trasferimento del ministero delle infrastrutture e dei trasporti. Con l'accantonamento del progetto, l'azienda venne messa in liquidazione nel giugno 2018.

## La probabile ripresa del progetto
Il 21 settembre 2021 la ministra per il Sud, Mara Carfagna, ha annunciato che verranno finanziati alcuni lotti dell'Autostrada del Molise con i fondi del Piano Nazionale di Ripresa e Resilienza.
Nel 2023 è stata annunciata una possibile ripresa del progetto.